# Salina (Malte)
Salina est une ville de l'île de Malte.

## Géographie
Salina borde les villages de Baħar iċ-Ċagħaq, Magħtab, la petite ville de Naxxar et la Baie de Saint-Paul. Salina est surtout connue pour ses salines et ses catacombes.

## Toponymie
Le mot salini signifie marais salants en maltais,

## Les catacombes
Les catacombes de Salina sont un groupe de petites catacombes situées près de l'église de l'Annonciation à Salina. Bien que petites par rapport aux catacombes de Saint-Paul et de Sainte-Agathe à Rabat, elles constituent un témoignage significatif de l'importante communauté qui a dû vivre dans la région vers la seconde moitié du premier millénaire après JC.
Les catacombes s'ouvrent sur une crête basse faisant face à un port romain aujourd'hui disparu, ce qui confère à ce petit site une importance archéologique.